# 5206 Kodomonomori
5206 Kodomonomori è un asteroide della fascia principale. Scoperto nel 1988, presenta un'orbita caratterizzata da un semiasse maggiore pari a 2,6032824 UA e da un'eccentricità di 0,1017961, inclinata di 12,96894° rispetto all'eclittica.